# Strumigenys membranifera

Голова самки

Strumigenys membranifera  (лат.) — вид мелких инвазивных муравьёв рода Strumigenys из трибы Attini (ранее в Dacetini, подсемейство Myrmicinae). 

## Распространение
Широко распространённый в тропиках и субтропиках таксон, предположительно афротропического происхождения (в Африке он известен в таких странах как Египет, Тунис, Кабо Верде, ЮАР). С помощью человеческой коммерции завезён во многие страны мира, в том числе в Австралию, США, Неотропику (Венесуэла, Доминиканская Республика, Коста-Рика, Куба, Мексика, Панама), Японию (на север до Токио), на Мадагаскар и океанические острова (Тонга, Фиджи), Бутан, Израиль, Индию, Индонезию, Китай, Непал, Турцию. Отмечен в Южной Европе: Армения, Греция, Италия, Мальта.

## Описание
Длина желтовато-коричневого тела 1,5—2,0 мм. Мандибулы короткие, загнуты вниз, с несколькими зубцами. Пронотум резко угловат по переднему краю. Инвазивный хищный вид, охотящийся на мелкие виды почвенных членистоногих, главным образом на Collembola.
Strumigenys membranifera это один из немногих видов муравьёв, у которых обнаружен телитокический партеногенез. Численность семей Strumigenys membranifera составляет несколько сотен муравьёв.

Самка сбоку
Рабочий сбоку
Strumigenys membranifera

## Систематика
Вид был впервые описан в 1869 году итальянским мирмекологом Карлом Эмери (C.Emery) по материалам из Италии под первоначальным названием Strumigenys membranifera Emery, 1869. В 1948—1999 годах почти полвека этот таксон был включён в состав рода Trichoscapa, ранее рассматривавшегося в качестве подрода (Brown, 1948).
В 1999—2007 включался в род Pyramica (Bolton, 1999) и с 2007 года снова числится в составе рода Strumigenys (Baroni Urbani & De Andrade, 2007). 
Вид включён в состав видовой группы Strumigenys membranifera-group. В связи с широким распространением по всему миру был несколько раз описан под разными именами, позднее сведёнными в синонимы.